# スターライトエクスプレス
『スターライトエクスプレス』（英語：Starlight Express）は、イギリスの作曲家アンドルー・ロイド・ウェバーの作曲で、1984年にロンドンのウエスト・エンドで初演されたミュージカルである。

## 概要
列車が動いて言葉を話す子供の夢の世界をベースにした物語で、ローラースケートを装着した俳優が演じることで知られる。ロンドンのウエスト・エンドでは7,461回上演され、同地でロングラン上演されている作品の一つである。ドイツでは最も人気のあるミュージカルとされる
。
2019年時点で、全世界での観客動員数は2000万人以上、興行収入は推定12億ドル以上に達する。
音楽は1980年代のディスコやポップスを基調に、カントリー調のラブソングなども加えながら、ロックンロール・ミュージカルに仕上げられている。
観客席の周囲や上部にローラースケートのトラックを縦横無尽に張り巡らし、アクロバットやスタントの演技を取り入れたダイナミックな舞台構成となっている。
列車を表現した衣装は独特のデザインで、トニー賞等の衣装部門賞を受賞している。

## スタッフ
- 作曲：アンドルー・ロイド・ウェバー
- 作詞：リチャード・スティルゴー
- 演出：トレヴァー・ナン
- 振付：アーリーン・フィリップス
- 衣装・美術：ジョン・ネピア

## 上演歴
- 1984年 ロンドン・ウエスト・エンド
- 1987年3月 ニューヨーク・ブロードウェイ
- 1987年11月15日 - 1988年5月29日 日本／オーストラリアツアー　※日本公演協賛：ナムコ
- 1988年 ドイツ・ボーフム
- 1989年 アメリカ合衆国ツアー
- 1990年3月23日 - 7月15日 日本ツアー（横浜・名古屋・福岡・広島・大阪）※協賛：キリンビール
- 1993年 ラスベガス
- 1997年 メキシコ
- 1997年 アメリカ合衆国、アイススケート版
- 2003年 アメリカ合衆国ツアー
- 2004年 - 2008年 イギリス〜北欧諸国ツアー
- 2009年 ニュージーランドツアー
- 2012年 イギリスツアー
- 2013年 南アフリカ共和国・ヨハネスブルグ

## 登場するキャラクター
- 声の出演
  - コントロール：おもちゃの列車で遊ぶことが大好きな少年。夢の中では世界各国から集合した機関車たちの司令塔となり、レース召集やカウントダウンなどの様々な指令を与える。
- 機関車
  - ラスティー：主人公。蒸気機関車
  - ポッパ：引退した蒸気機関車
  - グリースボール：ディーゼル機関車
  - エレクトラ：電気機関車
  - ハシモト／ニンテンドー／ヤマモト／ナカムラ／マグナ：新幹線
  - シティ・オブ・ミルトン・ケインズ／プリンス・オブ・ウェールズ／ブレグジット：英国の機関車
  - ボボ／ココ：フランスのTGV
  - トルノフ／ウラジミール：ソビエトの機関車
  - エスプレッソ／ペンデリーノ：イタリアの機関車
  - ウェルツシャフト／ルールゴルド／フライングハンバーガー：ドイツの機関車
- 客車
  - パール：一等車
  - ダイナ：食堂車
  - アシュレー：喫煙車
  - バフィー：ビュッフェ車
  - ベル：寝台車　※日本公演版では未登場
- 貨車
  - ロッキー（同じ名前を持つ複数の有蓋車で番号により区別されている　例：ロッキー1、ロッキー2、ロッキー3、ロッキー4）
  - フラットトップ：煉瓦貨車
  - ダスティン：ホッパ車
  - CB：車掌車　※日本公演版では「レッド・カブース」
- コンポーネンツ（エレクトラの構成車両）
  - クラップ：装甲貨車
  - レンチ：修理貨車
  - パース：現金輸送車
  - ヴォルタ：冷凍貨車
  - ジュール：火薬貨車
- その他
  - ザ・スターライト・エクスプレス：存在が不確かな幻の列車。ポッパと同じ役者が声を演じる。

## 主要キャスト

### ロンドン
- エレクトラ：ジェフリー・ダニエル
- ラスティー、ダスティン、エレクトラ：グレッグ・エリス

### ブロードウェイ
- ダイナ：ジェーン・クラコウスキー

### 日本
1987年
- 新幹線ハシモト：川崎麻世

1990年
- 新幹線ハシモト：渡洋史
- 新幹線ヤマモト：前野憲一郎
- イタリアの機関車ペンデリーノ：立花秀樹
- フランスの機関車ココ：ユキ・ヤストコ（安床由紀夫）
- 装甲貨車クラップ1：神英彰（当時は上村英彰）

## 受賞歴
- トニー賞衣装デザイン賞（1987年）：受賞（ジョン・ネイピア）
- ドラマデスク賞衣装デザイン賞（1987年）：受賞（ジョン・ネイピア）
- ドラマデスク賞舞台デザイン賞（1987年）：受賞（ジョン・ネイピア）